# Großsteingräber bei Janow
Die Großsteingräber bei Janow sind zwei megalithische Grabanlagen der jungsteinzeitlichen Trichterbecherkultur bei Janow, einem Ortsteil von Spantekow im Landkreis Vorpommern-Greifswald (Mecklenburg-Vorpommern). Sie tragen die Sprockhoff-Nummern 571 und 572.

## Lage
Die Gräber befinden sich 1,6 km südlich von Janow auf einem Feld. Sie liegen 30 m voneinander entfernt.

## Beschreibung

### Grab 1
Grab 1 besitzt ein nordwest-südöstlich orientiertes, trapezförmiges Hünenbett mit einer Länge von 40 m und einer Breite von 9 m im Südosten bzw. 5 m im Nordwesten. Die Südostseite der steinernen Umfassung ist vollständig erhalten, die Langseiten weisen einige Lücken auf. Die Nordwestseite ist durch Lesesteine verdeckt. Am nordwestlichen Ende des Bettes befinden sich die Reste der querstehenden Grabkammer, die nach Ewald Schuldt als Großdolmen anzusprechen ist. Die Kammer zeichnet sich nur noch als Mulde ab; die Steine sind nicht erhalten.

### Grab 2
Grab 2 ist deutlich schlechter erhalten als Grab 1. Es besitzt ebenfalls ein Hünenbett, das ursprünglich etwa 35–40 m lang war. Da es sehr stark mit Lesesteinen bedeckt ist, lassen sich weder das Aussehen der Steinumfassung noch der Grabkammer genauer rekonstruieren.